# Béchara Boutros al-Rahi
Bechara Boutros al-Rahi O.M.M. hoặc Béchara Boutros Raï O.M.M. (sinh 1940) là một Hồng y người Li Băng của Giáo hội Công giáo Rôma. Ông hiện là Thượng phụ Giáo hội Maronite. Ngoài ra, ông còn là Chủ tịch Hội đồng Giám mục Giáo hội Maronite, chủ tịch Hội đồng Thượng Phụ và Giám mục Công giáo Li Băng và Chủ tịch Hội đồng Thượng phụ Công giáo phương Đông.

## Tiểu sử
Thượng Phụ al- Rahin sinh ngày 25 tháng 2 năm 1940 tại Himlaya thuộc Li Băng. Sau quá trình tu học, ngày 3 tháng 9 năm 1967, ông được thụ phong linh mục cho Viện Cuộc sống và Tôn giáo của Giáo hội Maronite Ar-Rouhbanyat Al-Marounyat Liltoubawyat Mariam Al-Azra (Maronite).
Ngày 2 tháng 5 năm 1986, linh mục al-Rahin được bổ nhiệm làm Giám mục Phụ tá Tòa Thượng Phụ Antioch (Antichia) thuộc Giáo hội Maronite, chức danh Giám mục Hiệu tòa Caesarea Philippi. Lễ tấn phong cho Tân giám mục được cử hành ngày 12 tháng 7 cùng năm. Chủ phong cho Tân giám mục al-Rahin là Thượng phụ Nasrallah Pierre Sfeir, Thượng phụ Tòa Thượng phụ Antiochia. Rất nhiều giám mục khác đồng phụ phong cho vị tân chức, danh sách lên đến 10 vị.
Ngày 9 tháng 6 năm 1990, ông được bổ nhiệm làm Giám mục Jbeil, thuộc Giáo hội Maronite. Ngày 15 tháng 3 năm 2011, ông được bầu bởi giáo hội Maronite làm Thượng phụ Tòa Thượng phụ Antiochia và được phía Tòa Thánh - tức Giáo hội Công giáo Rôma chấp thuận ngày 24 tháng 3. Ngay ngày hôm sau, ông đã cử hành nghi thức nhậm chức thượng phụ.
Ngày 24 tháng 11 năm 2012, Giáo hoàng Biển Đức XVI vinh thăng Thượng phụ al-Rahin làm Hồng y của Giáo hội Công giáo Rôma, đẳng hồng y - thượng phụ (tương đương Hồng y Giám mục của Giáo hội Rôma).
Hồng y al-Rahin đóng vai trò quan trọng đối với Công giáo tại Li Băng. Từ ngày 25 tháng 3 năm 2011, ông là Chủ tịch Hội đồng Giám mục Giáo hội Maronite, chủ tịch Hội đồng Thượng Phụ và Giám mục Công giáo Li Băng. Khoảng tháng 4 năm 2011, ông còn kiêm thêm nhiệm vụ Chủ tịch Hội đồng Thượng phụ Công giáo phương Đông.